# Luis Palau
Luis Palau (27. listopadu 1934 Ingeniero Maschwitz, Buenos Aires – 11. března 2021 Portland) byl křesťanský evangelista původem z Argentiny, který posléze žil v Portlandu ve Spojených státech amerických.
Prohlásil, že se znovuzrodil, když ve 12 letech zasvětil svůj život Ježíši Kristu a již v 18 letech začal kázat. Prostřednictvím velkých evangelizačních kampaní po celém světě oslovil vyučováním evangelia miliony lidí.

## Knihy
Napsal řadu knih včetně:
- Where Is God When Bad Things Happen? (Kde je Bůh, když se dějí špatné věci?)
- What To Do When You Don't Want To Go To Church (Co dělat, když se ti nechce do církve)
- Calling America and the Nations to Christ (Volání Ameriky a národů ke Kristu)
- God is Relevant (Bůh, to je to, co je důležité)
- High Definition Life (Nejvyšší definice života)